# Jon Heder
Jonathan Joseph "Jon" Heder, född 26 oktober 1977 i Fort Collins, Colorado, är en amerikansk skådespelare och filmskapare.
Han spelade en av huvudrollerna i filmen Blades of Glory från 2007 och hade även huvudrollen i Napoleon Dynamite från 2004.

## Filmografi
- 2004 – Napoleon Dynamite - Napoleon Dynamite
- 2005 – Just Like Heaven - Darryl
- 2006 – The Benchwarmers - Clark
- 2006 – Nördskolan - Roger
- 2007 – Blades of Glory - Jimmy MacElroy
- 2007 – Moving McAllister - Orlie
- 2007 – Surf's Up - Chicken Joe (röst)
- 2007 – Mama's Boy - Jeffrey Mannus
- 2010 – When in Rome